# Casabona
Casabona ist eine italienische Stadt in der Provinz Crotone in Kalabrien mit 2263 Einwohnern (Stand 31. Dezember 2023).

## Lage und Daten
Casabona liegt 31 km nordwestlich von Crotone auf Ausläufern des Sila Gebirges. Die Nachbargemeinden sind Belvedere di Spinello, Castelsilano, Melissa, Pallagorio, Rocca di Neto, San Nicola dell’Alto, Strongoli und Verzino.
Der Ort ist landwirtschaftlich geprägt. Produziert werden Öl, Wein, Getreide, Zitrusgewächse.

## Geschichte
Das Gründungsjahr des Ortes ist unbekannt. Im Mittelalter herrschten Feudalherren in Casabona.

## Sehenswürdigkeiten
In der Pfarrkirche sind Gemälde aus dem 18. Jahrhundert ausgestellt. In der Umgebung des Ortes liegt eine Grotte.